# Johannesstraße 13 (Ingolstadt)

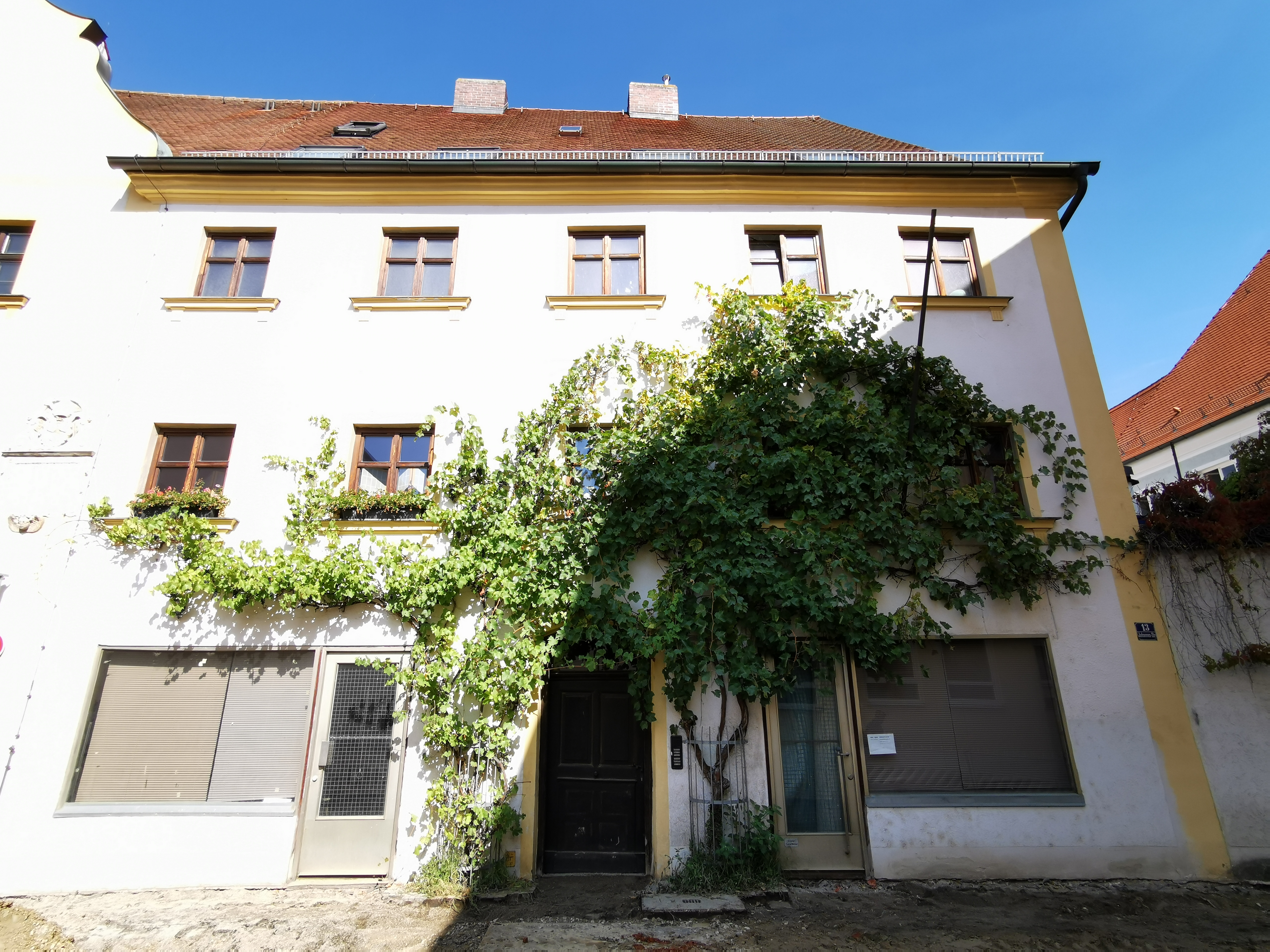
Johannesstraße 13

Das Gebäude in der Ingolstädter Johannesstraße 13  ist ein denkmalgeschützter Profanbau. Es handelt sich dabei um den ehemaligen Westflügel des Bartolomäer-Instituts, eines ehemaligen Priesterseminars, der als dreigeschossiges Traufhaus mit steilem Satteldach um 1710 unter Verwendung mittelalterlicher Mauerstrukturen zusammen mit dem westlich anschließenden sogenannten Tillyhaus neu gebaut und  im 19. Jahrhundert verändert wurde. 

## Quelle
- Das Gebäude (Nr. D-1-61-000-212) in der Denkmalliste für Ingolstadt (PDF) beim Bayerischen Landesamt für Denkmalpflege

Koordinaten: 48° 45′ 57″ N, 11° 25′ 15″ O